# Olyntho Neto
Olyntho Garcia de Oliveira Neto (Goiânia, 5 de setembro de 1986) conhecido popularmente como Olyntho Neto, é um produtor agropecuário, empresário e político do estado do Tocantins filiado ao Republicanos, deputado estadual desde 1.º de fevereiro de 2015.

## Biografia
Olyntho Neto nasceu em Goiânia no dia 5 de setembro de 1986. Sua formação inclui graduação em Administração pelo Instituto Tocantinense Presidente Antônio Carlos (Itpac) e especialização pela Escola Superior de Guerra.
Sua trajetória política teve início nas eleições municipais de 2008, quando candidatou-se a vereador em Araguaína, aos 21 anos de idade, pelo PPS. Porém, não foi eleito naquele pleito, ficando como suplente. No mesmo ano, assumiu a gestão do Instituto de Previdência dos Servidores do Município de Araguaína (Impar).
Em 2011, Olyntho assumiu o cargo de secretário estadual da Juventude e dos Esportes do Tocantins. No mesmo ano foi eleito presidente do Conselho Estadual de Defesa dos Direitos da Criança e do Adolescente (Cedca) e presidente nacional da juventude do PSDB.
Nas eleições de 2014, foi eleito deputado estadual (o mais jovem daquela Legislatura), sendo reeleito em 2018 e 2022. É filiado ao Republicanos desde março de 2022 e declarou, nas eleições daquele ano, ter um patrimônio avaliado em aproximadamente R$ 1,4 milhão.
Na Aleto, Olyntho foi presidente da Comissão de Finanças, Tributação, Fiscalização e Controle no período de 1.º de fevereiro de 2023 a 31 de janeiro de 2025 e vice-presidente das comissões de Saúde e Assistência Social e de Segurança no mesmo período.